# Эстляндская губерния (Российская республика)
Эстля́ндская губе́рния при Временном правительстве России — административно-территориальная единица, включившая в себя помимо прежней территории Эстляндской губернии также северные уезды Лифляндской губернии.

## История
Весной 1917 года в остзейских (прибалтийских) губерниях России развернулось движение по определению административных границ проживания эстонского и латышского населения. Одновременно с этим шёл процесс создания советов рабочих и солдатских депутатов.
26 марта (8 апреля) 1917 года эстонские солдаты из петроградского гарнизона вместе с эстонскими рабочими и организациями провели в столице России манифестацию с требованием объединения эстонских земель. В ней приняли участие почти 40 тысяч человек (сопоставление отдельных данных позволяет утверждать, что это число завышено), из них 12 тысяч вооружённых солдат-эстонцев. Одними из лозунгов демонстрантов были «Автономия Эстонии» и «Долой баронов».
Для организации манифестации создан Эстонский республиканский союз (эст. Eesti vabariiklik liit), имевший отделения во всех петроградских воинских частях, где были военнослужащие эстонской национальности. Председателем Союза и организатором демонстрации стал учитель петроградской гимназии Артур Вальнер. Именно он нёс впереди колонны манифестантов сине-чёрно-белый флаг.
В соответствии с постановлением Временного правительства России от 30 марта (12 апреля) 1917 года «О временном устройстве административного управления и местного самоуправления Эстляндской губернии» в состав Эстляндской губернии отошли Верроский, Перновский, Феллинский, Юрьевский и Эзельский уезды Лифляндской губернии (в этих уездах преобладало эстонское население). Губернским комиссаром Временного правительства назначен бывший ревельский городской голова Яан Поска.
Совещательным органом при губернском комиссаре стал Временный земский совет (эст. Maapäev), который был избран 23 мая (5 июня) 1917 года. Он состоял из депутатов уездных советов (эст. maanõukogu) и городских дум (эст. linnavolikogu). В Земском совете были представлены шесть партий (Эстонский союз земледельцев, Эстонская трудовая партия, меньшевистская фракция РСДРП, партия социалистов-революционеров, большевистская фракция РСДРП и радикальные демократы), три независимых депутата и два депутата от балтийско-немецкого и балтийско-шведского меньшинств.
Комиссар и два его заместителя (один из них — для управления бывшей северной Лифляндией) назначались Временным правительством, однако в решении внутренних вопросов губерния получила большие права.
После Октябрьской революции, 26—27 октября (8—9 ноября) 1917 года местные большевики во главе с Виктором Кингисеппом захватили власть в губернии, Эстляндской губернией стал руководить Исполнительный комитет Советов Эстляндского края.
12 ноября (25 ноября) 1917 года Исполнительный комитет принял решение о роспуске Временного земского совета. 15 ноября (28 ноября) Временный земский совет провёл внеочередное собрание, на котором отказался признавать советскую власть и объявил себя верховной властью до созыва Учредительного собрания Эстляндии. Одновременно специально избранный Комитет старейшин (эст. Vanematekogu) был уполномочен провозгласить независимость Эстонии.
19 февраля 1918 года был создан Комитет спасения Эстляндии (председатель — Константин Пятс). 24 февраля 1918 года в условиях наступления германских войск он опубликовал «Манифест ко всем народам Эстонии», согласно которому провозглашалась независимая Эстонская демократическая республика.

## Комментарии
1. ↑  Постановление Временного правительства было введено в действие 22 июня (5 июля) 1917 года.